# Ingrid Soehring
Ingrid Soehring (* 1939 in Aachen) ist eine deutsche Politikerin (CDU) und Mitglied der Hamburgischen Bürgerschaft.

## Leben
Soehring ist in Saarbrücken aufgewachsen. Sie studierte nach dem Abitur Rechtswissenschaften und arbeitet im Anschluss als Rechtsanwältin in Anwalts- und Wirtschaftsprüfungskanzleien in Hamburg. Sie ist verheiratet und hat zwei Söhne.

## Politik
Soehring ist 1978 der CDU beigetreten und war bis 1986 in der Kommunalpolitik des Bezirkes Hamburg-Eimsbüttel aktiv. Von 1988 bis 1992 war sie zudem stellvertretende Vorsitzende der Hamburger CDU. Von 1987 bis 1993 war sie Bezirksamtsleiterin in Hamburg-Wandsbek.
Von 1993 bis 1997 war sie Mitglied der Bürgerschaft der Freien und Hansestadt Hamburg. Als Bürgerschaftsmitglied war sie für ihre Fraktion Mitglied des Stadtentwicklungsausschusses sowie als ständige Vertreterin im Haushaltsausschuss.
Im August 1998 wurde Soehring neben dem Rechtsanwalt Ralf Heine sowie dem Soziologe und Kriminologe Prof. Dr. Fritz Sack in die neu gegründete „Hamburger Polizeikommission“ berufen. Die Kommission entstand auf Empfehlung des Parlamentarischen Untersuchungsausschuss Hamburger Polizei.

## Mitgliedschaften
Seit 2005 ist sie Mitglied im Wirtschaftsrat Deutschland/Landesverband Hamburg und Schleswig-Holstein.